# Księstwo kujawskie
Księstwo kujawskie – księstwo istniejące na ziemiach Kujaw w latach 1233–1267.
Około 1233 roku Konrad I mazowiecki utworzył dla swojego syna, Kazimierza I kujawskiego, samodzielne księstwo kujawskie ze stolicą w Inowrocławiu. Wraz ze śmiercią Kazimierza nastąpił podział jego władztwa na księstwo inowrocławskie Ziemomysła inowrocławskiego i księstwo brzeskokujawskie Władysława I Łokietka. Z księstwa inowrocławskiego wydzielone zostało w 1287 roku dla Kazimierza III gniewkowskiego nowe księstwo gniewkowskie.
W 1327 roku księstwo inowrocławskie objął Łokietek, a w 1364 roku jego syn, Kazimierz III Wielki, zakupił także księstwo gniewkowskie. Od tego czasu ziemie dawnego księstwa kujawskiego stanowiły część Królestwa Polskiego.
Na terenie księstwa utworzone zostały następnie województwa brzeskokujawskie i inowrocławskie.